# Aéroglisseur
Ne doit pas être confondu avec Hydroglisseur.
Cet article possède un paronyme, voir Arboglisseur.
Un  aéroglisseur est un véhicule amphibie à portance aérostatique et à propulsion aérienne, en général une ou plusieurs hélices aériennes.
La portance est assurée par un coussin d'air sous faible pression relative, entretenu par une soufflante à l'intérieur d'une enceinte dont les parois latérales, appelées jupes, sont suffisamment déformables pour suivre au plus près le relief de la surface survolée et ainsi réduire les fuites. Les aéroglisseurs se déplacent le plus souvent sur la mer, mais aussi sur toute surface terrestre ne présentant pas d'obstacles importants (neige, glace, sable, gazon). La propulsion est aérienne ; les vitesses étant plus faibles que celles des avions, la charge au disque (traction sur surface) élevée[Quoi ?] fait que les hélices sont quelquefois carénées, comme les hélices des remorqueurs. Les changements de direction sont obtenus en déviant le souffle à l'aide de gouvernails, par orientation de l'hélice, celle-ci étant alors placée sur un pylône orientable, ou par des propulseurs latéraux spécifiques (bow thruster nozzles).

## Définitions
Pour l'Organisation mondiale de la propriété intellectuelle,
« “véhicules à coussin d’air” comprend tous les véhicules qui sont entièrement ou partiellement supportés par des coussins d’air ou d’autres gaz au-dessus de la terre ou de l’eau. »
Pour la Convention sur la prévention de la pollution des mers résultant de l'immersion de déchets
« “6. «Navires et aéronefs» désigne les véhicules circulant sur l’eau, dans l’eau ou dans les airs, quel qu’en soit le type. Cette expression englobe les véhicules sur coussin d’air et les engins flottants, qu’ils soient autopropulsés ou non. »
Pour la Section 4 du Hovercraft Act du Royaume-Uni
« un véhicule qui est conçu pour être soulevé, lorsque l'engin est en mouvement, entièrement ou partiellement par l'air chassé par le véhicule de manière à former un coussin dont la surface comprime le sol, l'eau ou un autre plan au-dessous du véhicule. »
Pour le Recueil international de règles de sécurité applicables aux engins à grande vitesse
« Le terme “aéroglisseur” désigne un engin dont la masse peut en totalité ou en grande partie être soutenue, au repos ou en mouvement, par un coussin d'air permanent, dont l'efficacité dépend de la proximité de la surface au-dessus de laquelle l'engin se déplace. »
Pour le Journal Officiel de la République Française
« Navire à sustentation : aéroglisseur, navion, ou tout autre navire conçu pour évoluer à proximité de la surface de l’eau, sans contact avec cette dernière, et à une altitude inférieure à la longueur de coque de l’engin. »
Pour la Classification internationale des maladies (ICD-9FR/E800_E999)
« Les véhicules amphibies tels que les aéroglisseurs sont considérés comme bateaux lorsqu'ils se trouvent sur l'eau, comme véhicules à moteur lorsqu'ils se trouvent sur la voie publique, et comme véhicules à moteur tout terrain lorsqu'ils se trouvent à terre mais en dehors de la voie publique. »
Pour le service des transports du Canada, l'aéroglisseur ne peut être assimilé à un bateau
« Compte tenu d’une technologie très différente de celle utilisée pour les bâtiments de mer conventionnels, des exigences particulières touchant la construction et l’exploitation ont été élaborées et adoptées en vertu d’une politique de Transports Canada. »
Toujours pour le Canada, dans le règlement concernant les aéroglisseurs, la définition suivante est donnée
« aéroglisseurs désigne un véhicule conçu pour se maintenir dans l’atmosphère principalement grâce à la réaction, sur la surface de la terre, de l’air expulsé par la machine. »
Pour le directoire maritime norvégien
« le 2 avril 1965 il déﬁnit l'aéroglisseur (Hovercraft) comme «  un engin qui, pendant son fonctionnement, est supporté par un coussin d’air  .»

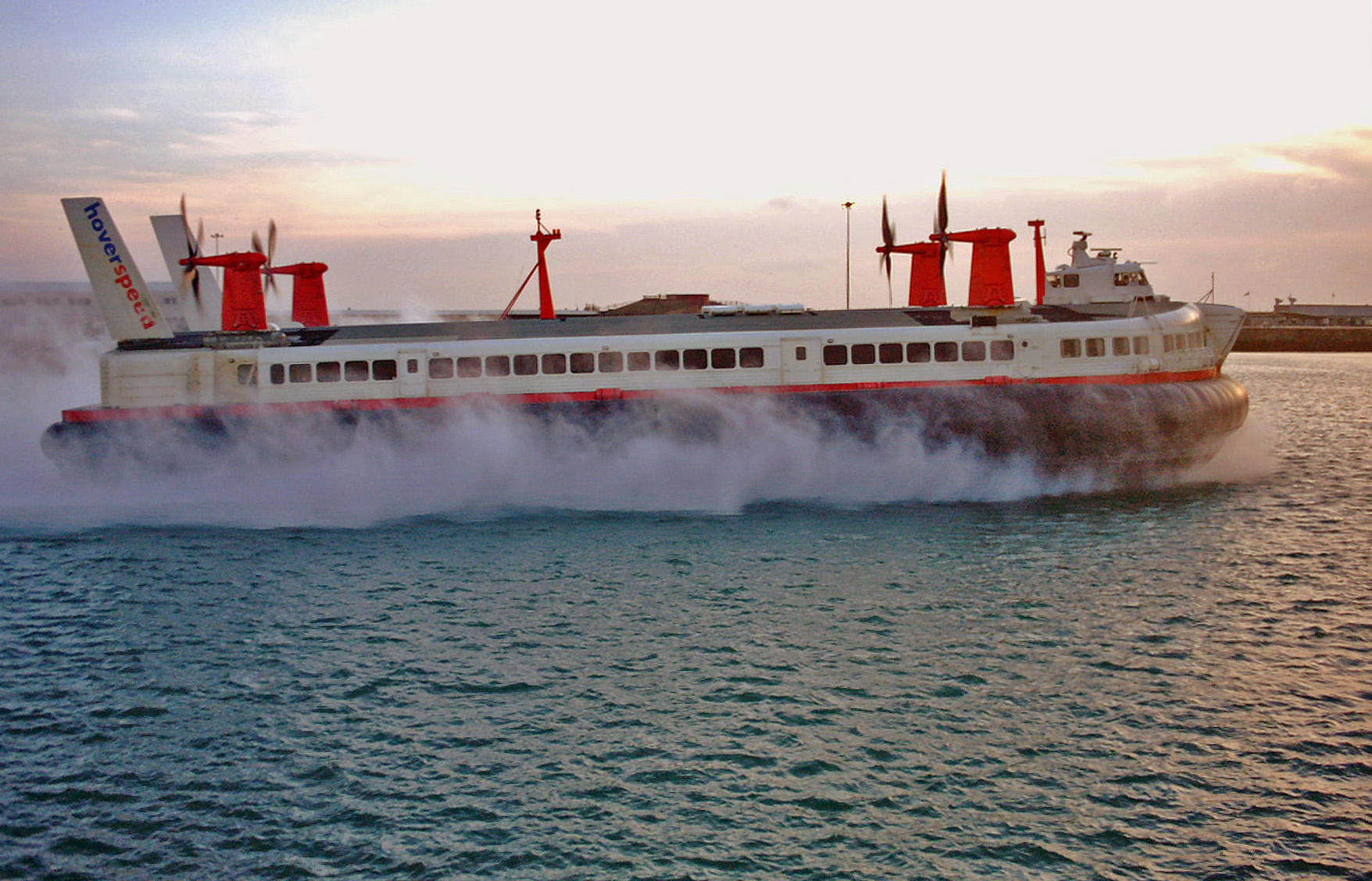
L'aéroglisseur Mark 3 SR-N4  arrivant à Douvres lors de son dernier trajet commercial le premier octobre 2000.
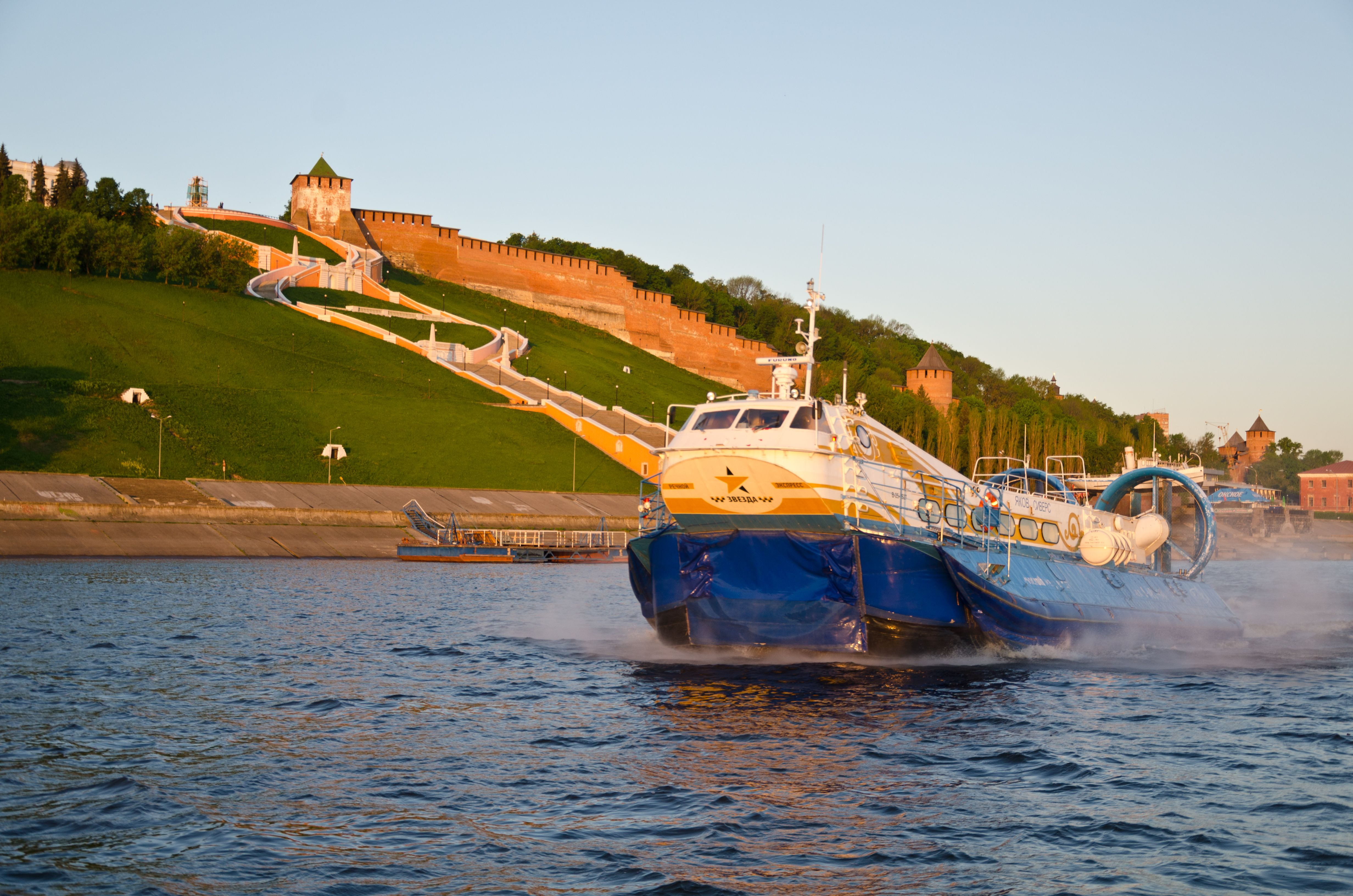
L'aéroglisseur A48 sur la Volga.
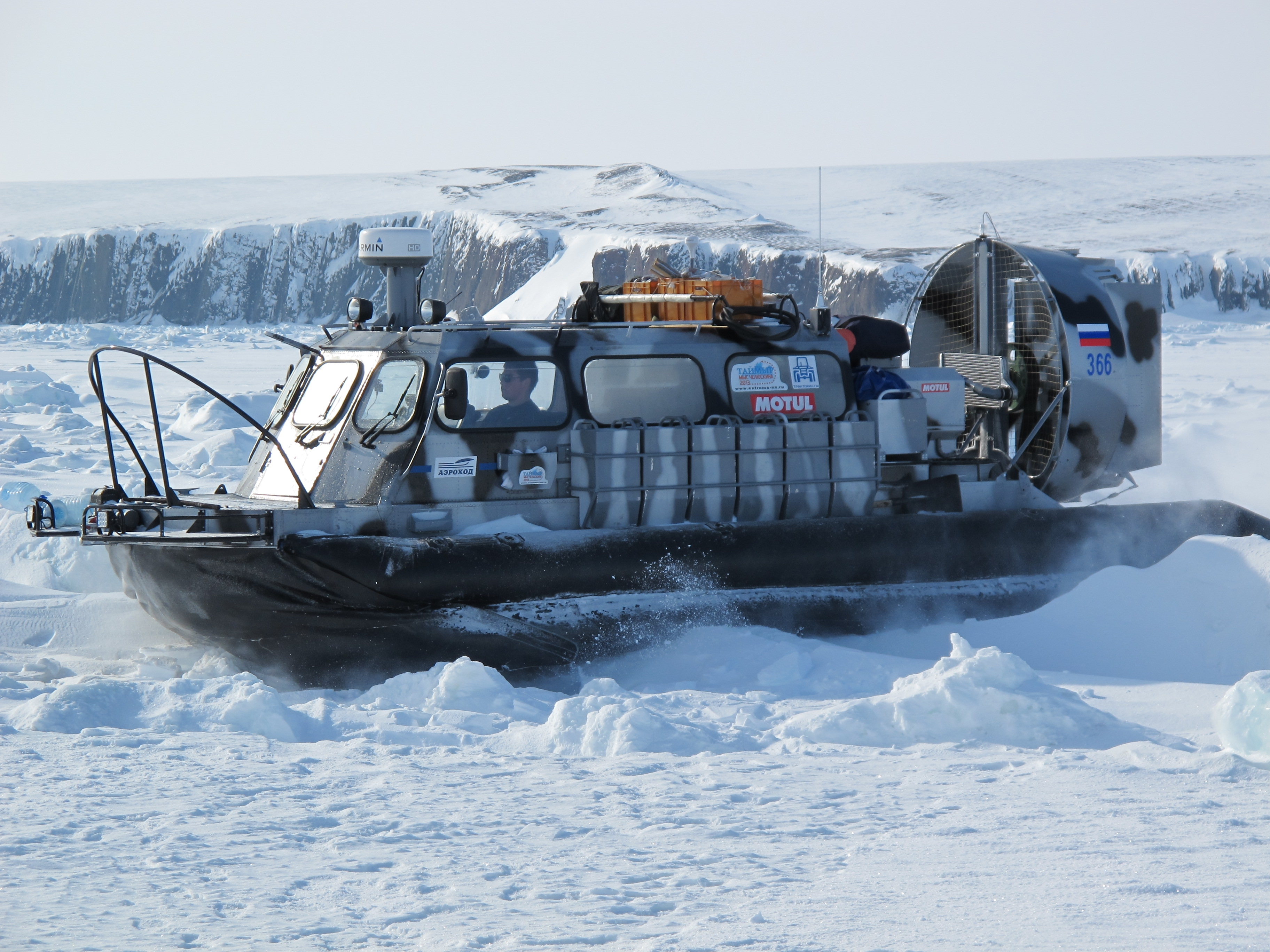
L'aéroglisseur Hivus-10 en péninsule de Taïmyr, en Russie.
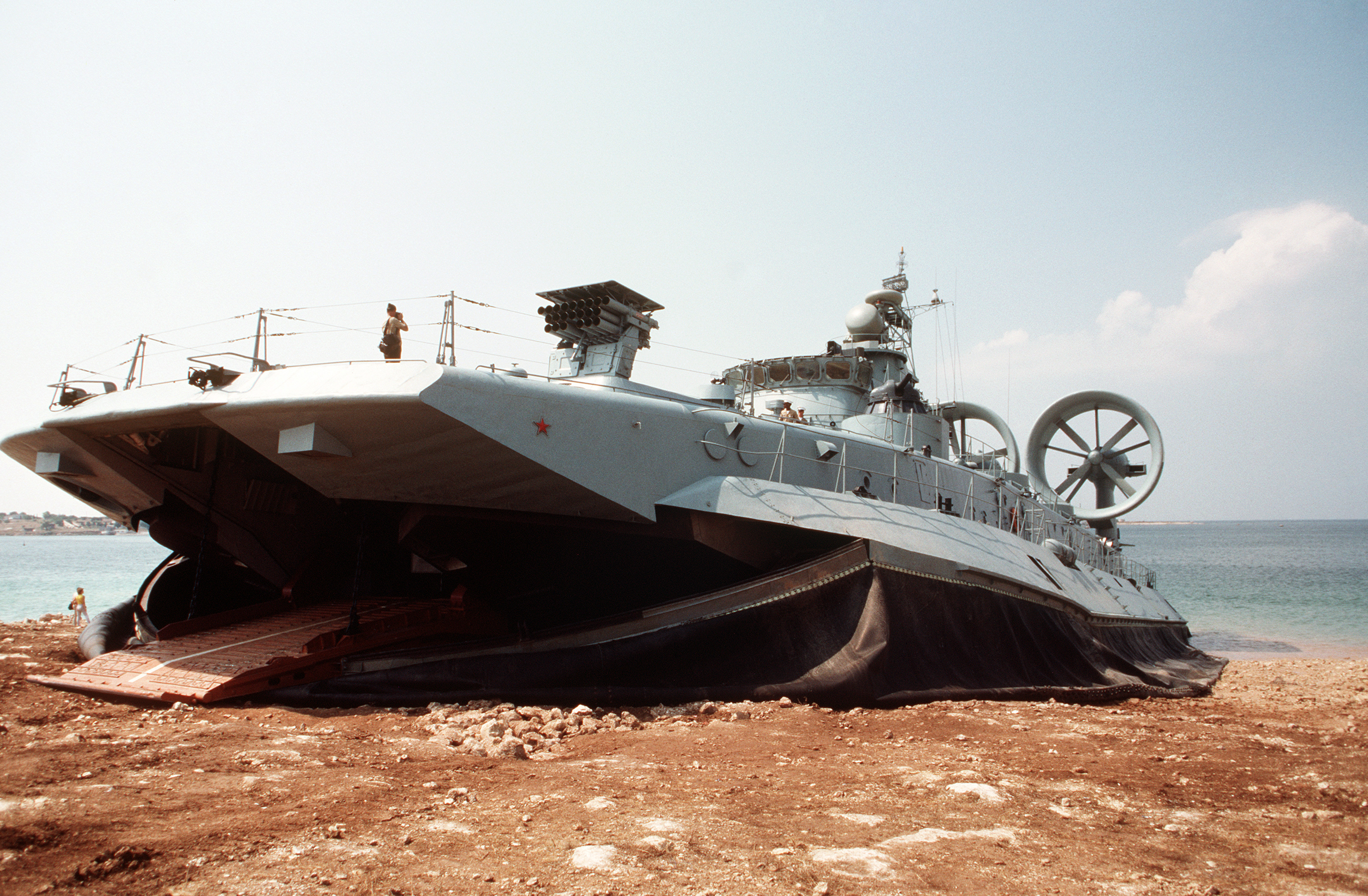
Aéroglisseur de classe Zoubr.

## Appellation
L'aéroglisseur est aussi désigné par le terme technique anglais ACV (Air Cushion vehicle) dont l'équivalent francophone est VCA (véhicule sur coussin d'air) ou par le mot de langue anglaise Hovercraft.
La société de Jean Bertin avait déposé les noms suivants :
- Aérotrain ;
- Naviplane dont le Naviplane N500 ;
- Terraplane dont le BC4 a été le premier à être équipé d'une liaison au sol souple retenant et créant un vrai coussin d'air.

Avant la définition de l'aéroglisseur, on relève les termes de glisseur, véhicules à progression rasante, plateforme volante.

## Historique
Les premiers « aéroglisseurs », sans jupe souple, un peu comme le Saunders-Roe Nautical 1 (SR.N1) 20 ans plus tard, ont été fabriqués et testés en vraie grandeur par les Soviétiques entre 1930 et 1939. L'ingénieur Levkov en fut l'instigateur au sein d'un groupe innovant.[réf. souhaitée]

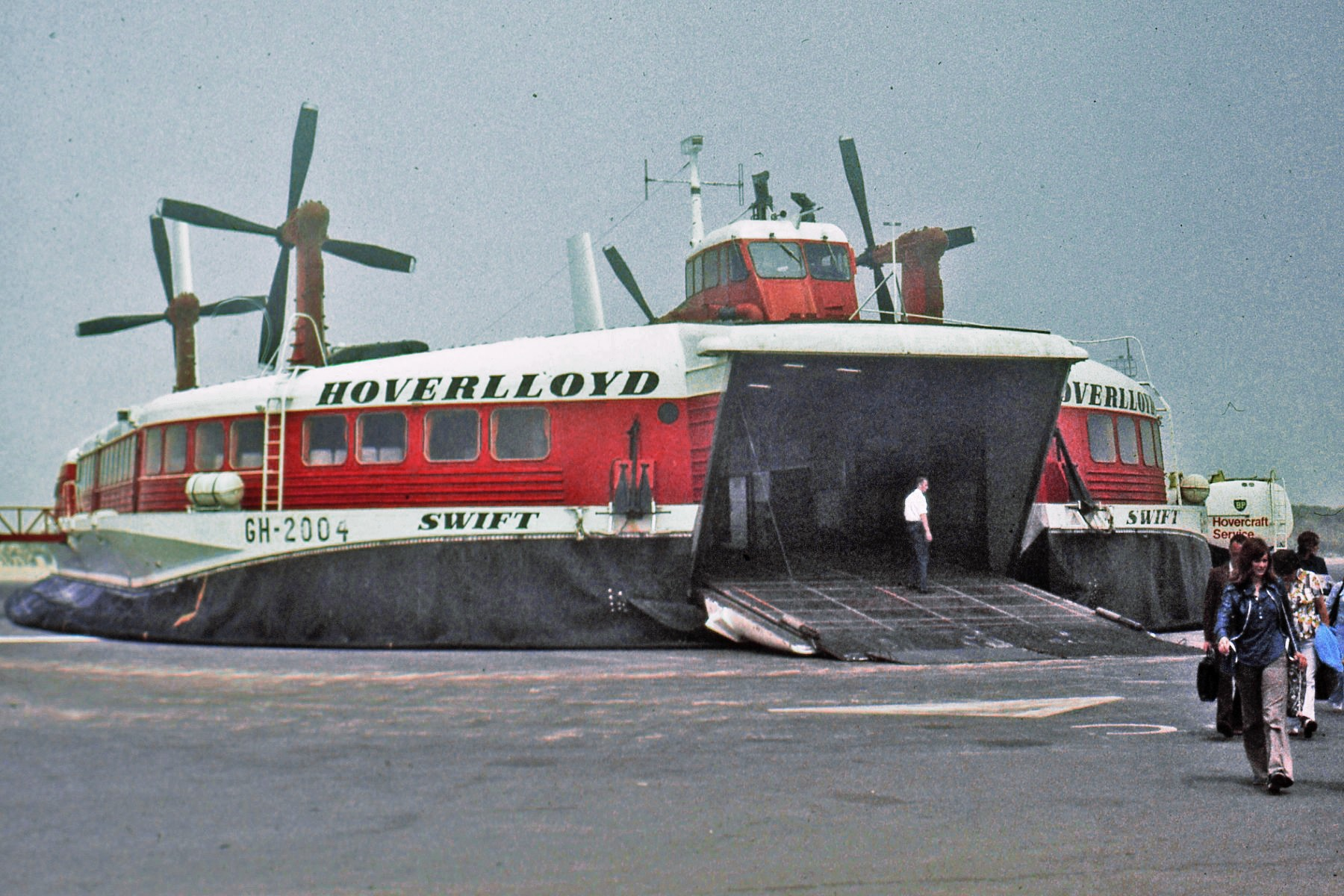
Le Hoverlloyd SR.N4 Swift GH-2004 en 1973.

L'hovercraft, du nom donné par son concepteur anglais Christopher Cockerell en 1955, était constitué d'une plateforme rigide (le SR.N1) , ce qui lui posait des problèmes à la fois de stabilité dans le franchissement des inégalités de relief (le rendant impropre à un usage militaire, par exemple, mais aussi demandant une très grande énergie pour compenser les fuites). 
C'est en 1962 que la société Bertin munit de jupes souples son Terraplane (BC-4) permettant de maintenir une pression constante sous le véhicule et ainsi, de limiter les fuites d'air et d'épouser différents terrains.
En Belgique, en 1966, est présenté le PV-1, aéroglisseur conçu par le professeur André Jaumotte de l'université de Bruxelles (U.L.B.), véhicule à jupe dont les démonstrations ont lieu sur un sol ferme et sur l'eau et caractérisé par un double étage de pression obtenu par une sustentation combinée par la production simultanée d'un jet d'air à la périphérie de la coque et de jets d'air sous celle-ci.
Depuis 1970, des expéditions de différentes nations ont été menées durant plusieurs mois sur terre ferme et sur la glace, en Antarctique et Arctique, en même temps qu'une utilisation plus générale dans le domaine militaire. 
À partir des années 1960, des traversées de la Manche en aéroglisseur, comme le Naviplane N500 ou le SR.N4, étaient proposées par la compagnie Hoverspeed entre les ports français de Calais et Boulogne-sur-Mer et le port anglais de Douvres. Plus rapides que les ferries traditionnels, ils permettaient de rejoindre l'Angleterre en 22 minutes à partir de Calais ou en 25 minutes à partir de Boulogne. Néanmoins, les aéroglisseurs étant très polluants (le Naviplane N500 consommait 5 000 litres à l’heure) et très sensibles aux aléas techniques et climatiques, les hoverports de Boulogne et de Calais ferment respectivement en 1991 et en 2000. La raison souvent invoquée est celle de l'ouverture du tunnel sous la Manche et de la concurrence de navires type catamaran, mais on peut avancer d'autres causes : la suppression par la loi européenne de la détaxation du kérosène, l'arrêt des boutiques hors taxes, le coût élevé à l'achat et à l'entretien de la motorisation et de la propulsion de type aéronautique[réf. nécessaire]. Les pièces moteur se faisaient également rares, car aucun projet de modernisation des SR.N4 n'avait été mené durant les 30 ans d'exploitation. 
Dans plusieurs pays les aéroglisseurs sont utilisés dans des rôles très diversifiés. Le Canada (la Garde côtière canadienne) utilise même ses appareils comme brise-glaces sur le fleuve Saint-Laurent afin de réduire les risques d’embâcles de glace.

## Réglementation
La réglementation en France classe les aéroglisseurs dans les « Navires » bien que ce dernier terme ne soit pas à ce jour clairement défini en droit français. Cette classification pénalise lourdement ces engins qui ne sont pas des navires, mais des amphibies.
Les Britanniques ont, depuis début 2014, une nouvelle réglementation qui sort les petits aéroglisseurs de la classification des navires rapides et définit trois nouvelles classes pour les aéroglisseurs de longueur inférieure à 24 m.
- Les « Ultra-légers » moins de 500 kg et maximum 4 personnes à bord,
- Les « Légers » jusqu'à 1 000 kg et maximum 7 personnes à bord,
- Les « Petits » moins de 24 m et pas plus de 12 passagers à bord (ici on parle bien de passagers). Cette nouvelle réglementation ouvre la porte à une exploitation réelle de ces engins amphibies sans les contraintes des règles des « HSC » ou autres « navires ».

### Différents véhicules sur coussin d'air
- Aéroglisseurs légers (moins de 1 000 kg), une des associations de passionnés[15]
- Une autre association officiellement enregistrée et à jour des obligations réglementaires[Interprétation personnelle ?][16].
- L'aérotrain de M. Jean Bertin[17], le train sur coussin d'air.
- Le métro de Serfaus et plus largement les différents véhicules utilisant la technologie Otis Hovair ;
- Le "TRIDIM", lui aussi de M. Jean Bertin[17], et dérivé ultra-léger du modèle précédent se présentant en cabines indépendantes de 6 places se déplaçant sur des rails à la manière d’ascenseurs horizontaux ;
- LCAC, barge de débarquement sur coussin d'air ;
- SR.N4, Transport de passagers. Il était le plus rapide sur la traversée Trans-Manche.
- le PV 1 de l'ingénieur belge André Jaumotte conçu à l'U.L.B. (Bruxelles) et développé par l'ingénieur Andrzej Kiedrzynski. Il s'agit d'un véhicule léger à moteur Citroën doté d'un double étage de pression sous la forme d'un coussin d'air central pour la sustentation entouré d'un jet périphérique assurant l'équilibre.

## Sport

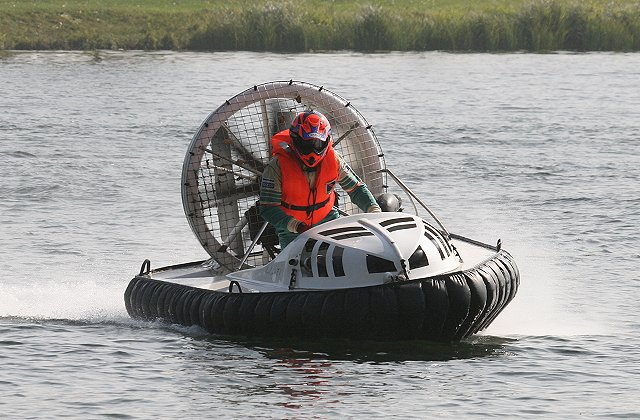
Aéroglisseur de course à une place.

Il n'existe plus de championnat de France d'aéroglisseurs (de 1974 à 1996). Depuis 1989 un RAID sur le Rhône parcourt 600 km en une semaine. Il existe aussi un championnat d'Europe d'aéroglisseurs depuis 1983 et un championnat du Monde d'aéroglisseurs depuis 1987.[réf. nécessaire]

## Appareils similaires ou proches
Le NES (navire à effet de surface) n'est pas un aéroglisseur car il présente des parois latérales immergées.
L'Ekranoplane n'est pas un aéroglisseur, c'est un hydravion qui vole en effet de sol au-dessus de l'eau.

## Armée

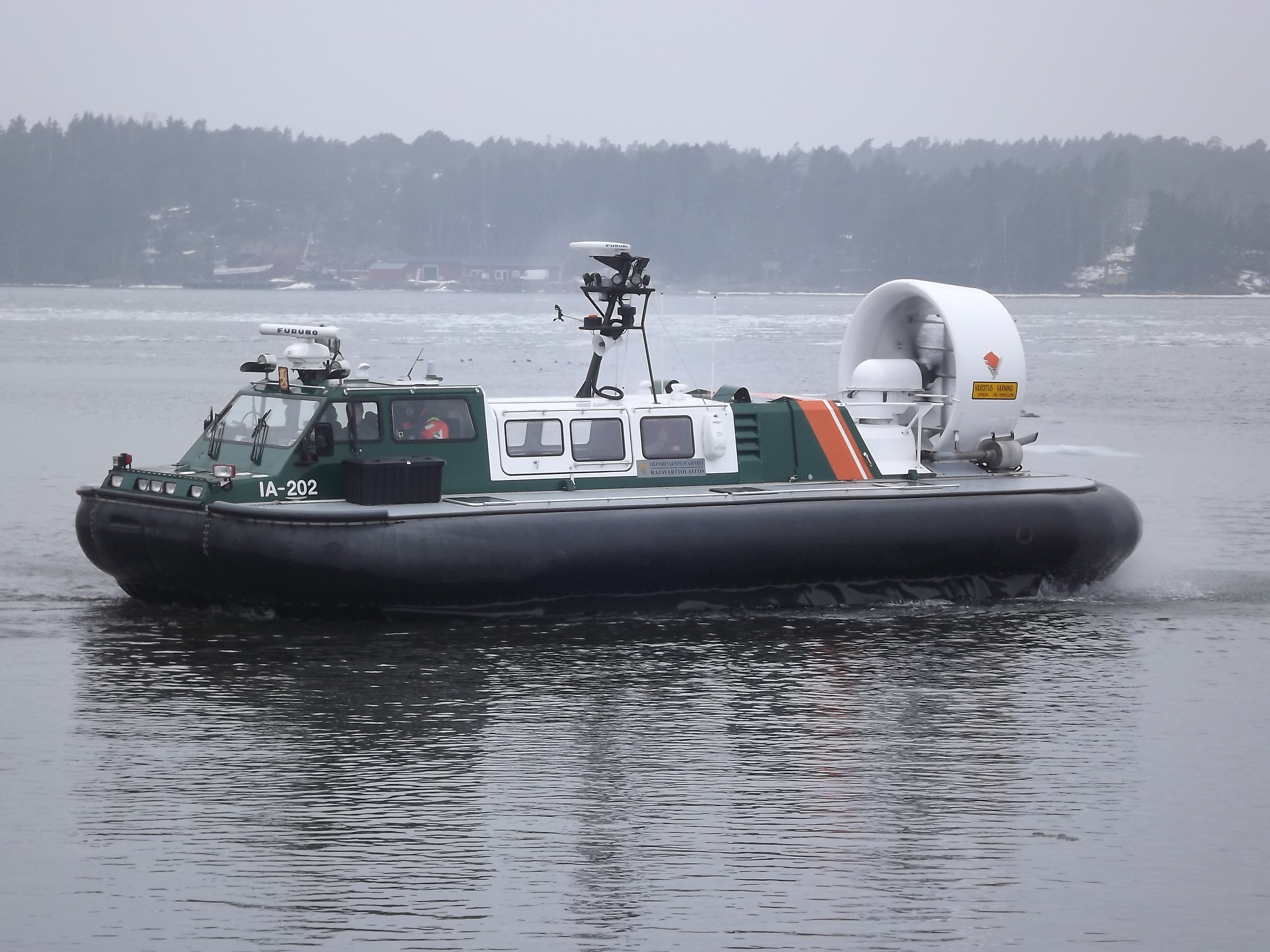
Aéroglisseur Hovercraft IA-202, de la garde côtière finlandaise

Ce type de matériel est utilisé par les marines nationales de Russie et d'autres pays[réf. nécessaire].

## Surveillance côtière
Ce type de matériel est utilisé pour la surveillance côtière, par un pays comme la Finlande, qui possède de très nombreuses îles, difficilement accessibles.
La Garde côtière finlandaise utilise un parc de dix Hovercrafts de type TD-2000.

### Types de matériels
- Zubr (bison, en russe) est le plus grand appareil militaire de ce type au monde.
- Classe Aist (prédécesseur du Zubr)
- LCAC : barge de débarquement sur coussin d'air de l'United States Navy
- Ship-to-Shore Connector : Développé par Textron pour l'U.S. Navy pour succéder au LCAC

## Services de Secours

### Sapeurs-pompiers en France
Ce type de matériel est utilisé en France par plusieurs Services Départementaux d'Incendie et de Secours pour les interventions difficiles en rivière, en mer ou sur l'estran, pour la reconnaissance et le sauvetage, que ce soit pour des promeneurs, pêcheurs à pied, voire des professionnels de la pêche envasés ou portés disparus. Il est aussi utilisé dans les vasières, les marécages, les zones inondées ou submergées, lors d’incidents climatiques.
- En Vendée fin 2021, le SDIS-85 a doté son centre de secours de La Tranche-sur-Mer d'un aéroglisseur. Il peut être utilisé dans des zones où le niveau d’eau n’est pas suffisant pour les embarcations classiques, et en particulier au niveau du passage du Gois, chaussée submersible entre Beauvoir-sur-Mer et l'Île de Noirmoutier[19].

- En Ille-et-Vilaine en 2022, le SDIS-35 a doté son centre de secours de Dol-de-Bretagne d'un aéroglisseur qui peut intervenir sur les 100 km2 de la partie bretilienne de la baie du Mont-Saint-Michel[20].

Ce matériel est aussi adapté au sauvetage fluvial, même sur les cours d'eau à faible profondeur : 
- Depuis 2017 dans le Lot, le SDIS-46 a doté son centre de secours de Souillac d'un aéroglisseur qui peut intervenir sur tous les cours d'eau du département[21].

- Depuis l'été 2020 en Corrèze, le SDIS-19 a doté son centre de secours d'Argentat-sur-Dordogne d'un aéroglisseur qui peut intervenir sur les 38 km de la Dordogne entre Argentat et Liourdres[22].

#### Types de matériels
- Le SDIS-19 est équipé d'un matériel IH-3 de la société suédoise Ivanoff Hovercraft AB (matériel  habituellement utilisé en Suède pour intervenir sur la glace)[23].

- Le SDIS-35 est équipé d'un matériel suédois Zephyr Hovercraft[24].

- Le SDIS-85 est équipé d'un matériel Aero Marlin XL de la société British Hovercraft France[25].

### Autres pays

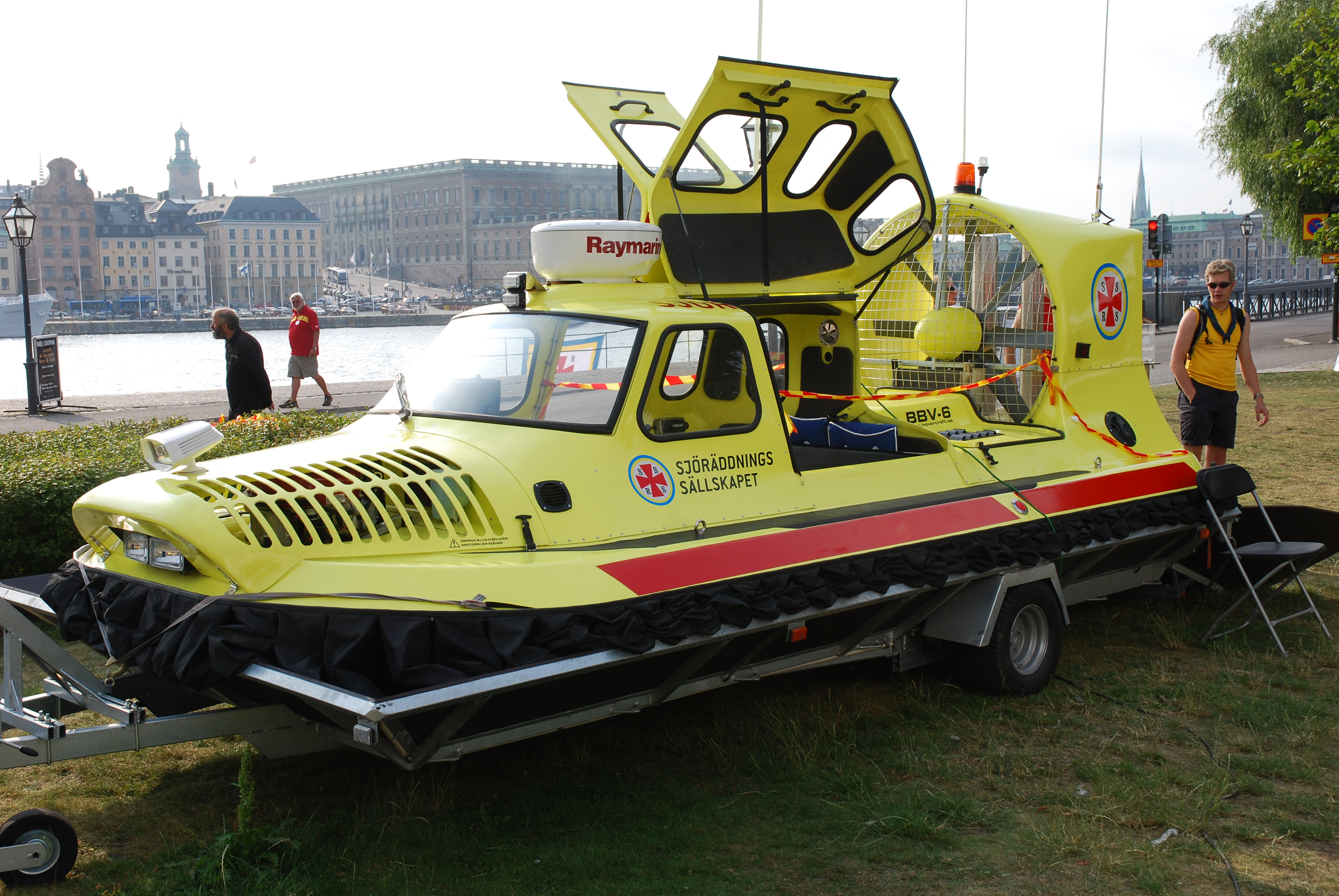
Aéroglisseur BBV-6 de la Société suédoise de sauvetage en mer

De nombreux pays utilisent ce type de matériel pour leurs services de secours : Allemagne, Canada, États-Unis, Pologne, Royaume-Uni, Suède, etc. Il est à noter que dans les opérations de sauvetage, reculer est parfois la seule issue. En fonction de leur usage, certains matériels peuvent nécessiter de posséder un système de poussée inversée, permettant de freiner rapidement, de planer sur place et de reculer à plus de 40 km/h,.